# 纽卡斯尔 (特拉华州)
纽卡斯尔（英語：New Castle）是美国特拉华州的一座城市，位于特拉华河注入特拉华湾处，面积8.3平方公里。根据2000年美国人口普查，共有4,862人，其中白人占77.48%、非裔美国人占20.20%。